# Joan Focas
Joan Focas (en llatí Joannes Focas, en grec Ἰωάννης Φοκὰς) fou un monjo cretenc fill de Mateu que va viure al monestir de Patmos.
Anteriorment havia servit a l'exèrcit de Manuel I Comnè (1143-1180) a l'Àsia Menor. Estava casat i tenia un fill, a qui va dedicar les seves obres. El 1185 va visitar Síria i Palestina sobre les quals va escriure un relat geogràfic titulat ( Ἔκφραδις ἐνδυνόψει τῶν ἀπ᾽ Ἀντιοχείας μέχρις Ἱεροδολύμων κάδτρων καὶ χωρῶν Συρίας καὶ Φοινίκης καὶ τῶν κατὰ Παλαιδτίνην ἁγίων τόπων, Compendiaria Descriptio Castrorum et Urbium ab Urbe Antiochia usque Hierosolymam; neenon Syriae ac Phoeniciae, et in Palestina Sacrorum Locorum. Lleó Al·laci en va publicar la versió llatina.